# 横須賀薫
横須賀 薫（よこすか かおる、1937年1月17日 - 2025年4月7日）は、日本の教育学者。 宮城教育大学名誉教授、十文字学園女子大学名誉教授。

## 人物・来歴
大阪府大阪市生まれ、神奈川県横浜市育ち。横浜国立大学学芸学部附属横浜小学校、横浜国立大学学芸学部附属横浜中学校、神奈川県立横浜緑ケ丘高等学校卒業。1960年東京大学教育学部教育学科（教育史・教育哲学コース）卒業。1967年東京大学大学院教育学研究科博士課程単位取得退学。東京大学教育学部助手を経て、1968年に宮城教育大学の教育学担当教官として赴任。赴任後は教員養成や授業に関する研究を主に行う。2000年8月より宮城教育大学学長を務め、2006年7月末で退任。2011年4月より十文字学園女子大学学長に就任し、2017年3月末を以て退任。
2025年4月7日午前4時35分、肺炎のため仙台市の病院で死去した。88歳没。

## 主な著書
- 『教師養成教育の探求』（評論社、1976年）
- 『授業における教師の技量』（国土社、1978年）
- 『子どもの可能性をひらくもの』（教育出版、1987年）
- 『授業の深さをつくるもの』（教育出版、1994年）
- 『斎藤喜博 人と仕事』（国土社、1997年）

### 共編著
- 『ノート指導のコツ』 (教育基礎技術叢書)横須賀薫 [ほか]著　あゆみ出版、1979.7
- 『教科別教材研究のしかた』 (教育基礎技術叢書）横須賀薫 [ほか]著　あゆみ出版、1979.8
- 『学校が甦るとき 本寺小の五年間』渡辺皓介共編　教育出版、1982.12
- 『子どもが見える授業技術入門』全5巻　岩浅農也共編　国土社、1984.6
- 『花ひらく子どもたち 写真集』横田実 カメラ, 渡辺皓介 共解説　北上書房、1986.1
- 『授業研究用語辞典』編　教育出版、1990.11